# Bezletové zóny v Iráku
Irácké bezletové zóny byly zavedeny mezinárodní koalicí po skončení války v Perském zálivu (1991) k zajištění bezpečnosti kurdského a šíitského obyvatelstva v Iráku a trvaly až do začátku války v Iráku (2003).

## Vojenské operace
- Operace Provide Comfort (6. duben 1991 – 24. červenec 1991).
- Operace Provide Comfort II (24. červenec 1991 – 31. prosinec 1996).
- Operace Southern Watch (26. srpen 1992 – 19. březen 2003).
- Operace Northern Watch (1. leden 1997 – 1. květen 2003).
- Operace Southern Focus (červen 2002 – 17. březen 2003).

## Chronologie událostí

### 1998-2003
- 2. listopad 1998 – USA upozornily arabské země, že nepodpoří žádnou další diplomatickou iniciativu k řešení krize mezi OSN a Irákem.[1]
- 9. listopad 1998 – Irák vyostřil konfrontaci s OSN, když dal najevo, že hodlá přehodnotit své závazky vůči Spojeným národům.[2]
- 13. listopad 1998 – Saddám Husajn prohlásil, že Bagdád je připraven kladně odpovědět na každou iniciativu ciziny, která splní jeho „spravedlivé a vyvážené“ požadavky.[3]
- 16. listopad 1998 – Do Bagdádu se vrací asi stovka zbrojních inspektorů Zvláštní komise OSN pro dohled nad dodržováním podmínek příměří s Irákem (UNSCOM).[4]
- 24. listopad 1998 – Irácký prezident Saddám Husajn nařídil vyměnit 18 iráckých velvyslanců, včetně stálého zástupce v OSN.[5]
- 11. prosinec 1998 – Britský ministr zahraničí Robin Cook vyslal Bagdádu nové varování, když iráckého vůdce Saddáma Husajna upozornil, že se jeho země vystavuje nebezpečí vojenského útoku, pokud bude opět bojkotovat práci zbrojních inspektorů OSN.[6]
- 16. prosinec 1998 – OSN začala stahovat své pracovníky z Iráku poté, co šéf zvláštní komise OSN Richard Butler předal generálnímu tajemníkovi OSN Kofimu Annanovi negativní zprávu o spolupráci s Irákem.[7]
- 16. – 19. prosinec 1998 – operace Pouštní liška[8][9][10][11][12][13][14][15][16][17]
- 22. prosinec 1998 – Irácká armáda ohlásila, že na jih Iráku dopadly dvě střely vzduch-země.[18] Podle prvních zpráv byly střely vypáleny z vojenských letadel, která dohlížejí na dodržování zákazu letů nad jižním Irákem, a dopadly do oblasti severně od města Basra.[18]
- 4. leden 1999 – Americké letouny zaútočily na vojenské pozice v severním Iráku poté, co se staly terčem útoku irácké protivzdušné obrany.[19]
- 5. leden 1999 – V iráckém vzdušném prostoru došlo ke dvěma střetům mezi americkými a iráckými stíhačkami.[20]
- 11. leden 1999 – Kuvajt uvedl část své armády do plné bojové pohotovosti poté, co z Bagdádu zazněla prohlášení, že Irák může stáhnout své uznání suverenity Kuvajtu a že zpochybňuje kuvajtskou hranici.[21]
- 12. leden 1999 – Jedno americké bojové letadlo zaútočilo proti vojenskému cíli v severním  Iráku.[22] Letoun F-16 amerického letectva kontrolující severní bezletovou zónu odpálil vysokorychlostní protiradarovou raketu HARM proti iráckému radarovému stanovišti, které ho zaměřilo.[22] Výsledek útoku nebyl ihned znám, ale podle mluvčího Pentagonu se americký letoun nepoškozen vrátil na základnu v jižním Turecku.[22]
- 25. leden 1999 – Při útoku Američané zasáhli město Basra, kde podle iráckých zdrojů zemřelo 11 civilistů a 59 jich bylo zraněno.[23]
- 28. leden 1999 – Americké stíhačky, hlídkující nad severní bezletovou zónou, ostřelovaly protiletadlové radary irácké armády.[24]
- 2. únor 1999 – Americké bojové letouny ostřelovali raketami objekty irácké protivzdušné obrany v bezletových zónách na severu i jihu Iráku.[25]
- 15. únor 1999 – Americké letouny opět zaútočily na irácké protiletecké základny v severním a jižním Iráku.[26] Mluvčí irácké armády tvrdil, že při náletu bylo zabito pět civilistů a dalších 22 bylo zraněno.[26]